# 사사키 가이
사사키 가이(일본어: 佐々木 快, 1998년 10월 20일~)는 일본의 축구 선수이다.

## 구단 경력
그는 2021년 J3리그의 반라우레 하치노헤에 입단했다. 2024년까지 90경기에 출전하여, 15득점을 넣었다. 2025년 FC 기후로 이적했다.